# 정조예필-주희시첩
정조예필-주희시첩(正祖睿筆 朱熹詩帖)은 대한민국 경기도 수원시 영통구에 있는 조선시대의 어필이다. 2018년 4월 30일 경기도의 유형문화재 제328호로 지정되었다.

## 지정사유
정조 세손시절의 예필로서 보기 드문 예로 뒤쪽에 1806년 9월 홍낙술의 발문이 딸려 있어 각 필적의 내력과 혜경궁 홍씨의 후원으로 첩장되었음을 알 수 있다. 정조가 21세때 중자해서로 쓴 시로 예필 서풍이 재위 초기의 어필 서풍으로 이어지는 중간단계로 서예사적 가치가 높다.

## 참고 자료
- 정조예필-주희시첩 - 국가유산청 국가유산포털